# Healing Revival
Healing Revival (em português:  Avivamento de Cura) é um termo utilizado por muitos carismáticos estadunidenses para se referir a um movimento de avivamento das décadas de 1940 e 1950. Apesar de ter sido de certa forma mais amplo que o movimento evangélico de avivamento liderado por Billy Graham, não é reconhecido por historiadores cristãos ou seculares.
Oral Roberts foi talvez a principal figura do movimento, tendo deixado um grande legado, incluindo uma universidade em Tulsa que leva seu nome. William Branham é reconhecido como iniciador e precursor do movimento. Se referindo à primeira série de encontros de Branham em St Louis, em junho de 1946, Krapohl & Lippy comentaram: "os historiadores geralmente marcam essa virada no ministério de Branham como inauguradora do avivamento de cura moderno". Branham foi fonte de inspiração para o ministério de cruzada mundial de T. L. Osborn e para uma dúzia de outros pequenos ministérios similares envolvidos no Healing Revival.  Outras grandes figuras do movimento foram Jack Coe e, mais tarde, A. A. Allen. Muitos desses ministérios publicaram testemunhos de cura em The Voice of Healing, periódico publicado por Gordon Lindsay, o que deu coesão ao grupo em seus anos iniciais.
O resultado desses ministérios de cura do pós-guerra foi a crença renovada na cura divina por muitos cristãos, uma parte do amplo Movimento Carismático, que hoje tem cerca de 500 milhões de fiéis em todo o mundo.